# ذا فويس كيدز: أحلى صوت (الموسم 2)
ذا فويس كيذز: أحلى صوت 2، هو الموسم الثاني من برنامج ذا فويس كيدزالعربي، كان من المفترض أن ينطلق عرضه يوم 10 مارس 2018 أي بعد انتهاء ذا فويس الموسم 4 لكن بعد خروج أحلام من البرنامج اضطر MBC إلى تأجيله وإستبداله بالموسم الجديد من ذا فويس كيدز وبدأ 2 ديسمبر 2017 ويستمر عرضه لمدة 10 أسابيع، 6 حلقات من مرحلة الصوت وبس، حلقتين مواجهة وحلقة مواجهة الأخيرة وحلقة مباشرة نهائية.
فور انتهاء عرض الموسم الأول فجّر القيصر قنبلة مدوية مفادها انسحابه من الموسم الثاني بسبب عدم تحمّله دموع الأطفال وبعد أخذ ورد وجدل وتداول عدّة أسماء لتحلّ محلّه عاد ووقع عقد المشاركة في الموسم الثاني وأعلنت إم بي سي على لسان المتحدث الرسمي بإسمها مازن حايك على أسماء مدربي الموسم الثاني في المؤتمر الصحافي الخاص بإطلاق ذا فويس 4 في 6 سبتمبر 2017. كما شهد تغيير كلي في مقدميه ليتولى تقديمه كل من ناردين فرج مقدمة إي تي بالعربي وبدر ال زيدان مقدم صباح الخير يا عرب حاليا وإي تي بالعربي سابقا على إم بي سي 4.
فاز بلقلب الموسم المغربي حمزة لبيض من فريق كاظم، وهي المرة الثانية التي يفوز فيها مشترك من فريق كاظم باللقب.

## عن البرنامج
بعد النّجاح الكبير الذي حقّقه موسمه الأوّل في أنحاء العالم العربي كلّه، يعود برنامج البحث عن أجمل صوت شاب ذا فويس كيدز بنسخته العربيّة إلى شاشة كلّ العرب إم بي سي في موسمٍ ثانٍي. ومع انطلاق المرحلة الأولى منه، مرحلة «الصّوت وبس»، تنطلق الرّحلة الثّانية للمدرّبين الثّلاثة كاظم الساهر، نانسي عجرم وتامر حسني في البحث عن صاحب أجمل صوت من بين مئات الأصوات الشّابّة التي تقدّمت للمشاركة في البرنامج بعد أن وجدت فيه فرصة مثاليّة لإبراز موهبتها وتطويرها.
على مسرح The Voice Kids، ستقدّم كلّ موهبة في هذه المرحلة أغنية من اختيارها محاولةً من خلالها أن تُثبت أنّها تستحقّ الحصول على فرصة الانضمام إلى فريق أحد المدرّبين، لتحرّك كراسيهم الحمر بالتفافهم بها لها. إذا التفّ مدرّبٌ واحدٌ للموهبة، تنتقل تلقائيًّا إلى فريقه، أمّا إذا التفّ لها أكثر من مدرّب أو المدرّبين الثّلاثة معًا، فعليها في هذه الحالة اختيار المدرّب الذي ترغب في أن تكون عضوًا في فريقه لكي يرافقها خلال مسيرتها في البرنامج. وبعد أن يجمع كلّ مدرّب 15 موهبة في فريقه، تتنافس المواهب في فريق كلٍّ منهم في مواجهات ثلاثيّة على أداء أغنية مشتركة يختارها لها بنفسه بمساعدة مدرّب الصّوت الذي يعاونه في تدريب المواهب، ويختار بعدها موهبة واحدة للانتقال إلى مرحلة «المواجهة الأخيرة». وبذلك، تنتقل 5 مواهب فقط من فريق كلّ مُدرّب إلى تلك المرحلة، وتتنافس من جديد على حلبة The Voice Kids حيث تؤدّي كلّ واحدةٍ منها أغنية تختارها بنفسها هذه المرّة محاولةً أن تُقدّم أفضل ما عندها خلالها. عندها يختار كلّ مدرّب موهبتين فقط من فريقه لنقلهما إلى العرض المباشر الأخير الذي تتنافس فيه المواهب السّتّ قبل أن يتوّج البرنامج في نهايته الرّابح في الموسم الثّاني، بناءً على تصويت الجمهور العربي.
في الموسم الثّاني من The Voice Kids، ينضمّ وجهان جديدان إلى أسرة البرنامج هما الإعلاميّان بدر ال زيدان وناردين فرج اللّذان سيتولّيان معًا تقديم البرنامج في هذا الموسم. The Voice Kids يُعرض كلّ ليلة سبت عبر شاشتي إم بي سي 1 وإم بي سي مصر في تمام السّاعة التّاسعة والنّصف مساءً بتوقيت السّعوديّة.

## نظام المسابقة
على منوال الموسم الأول، يقف المشتركون على المسرح لأول مرة والحكام يستديرون للجمهور ويشرع الطفل في الغناء، ففي حال لف له مدرب واحد فينظم تلقائيا لفريقه، وفي حال لف له أكثر من مدرب فالقرار يعود للمشترك وحده يختار لمن ينظم.
وبعد أن تكتمل فرق المدربين الثلاثة المكون من 15 صوت، تنطلق مرحلة المواجهة فبحيث تقام مواجهات ثلاثية داخل كل فريق، والمدرب يختار مشترك وحيد من كل مواجهة لينتقل معه إلى حلقة الsing off
يتأهل 5 مشتركين من كل فريق إلى مرحلة المواجهة الأخيرة، حيث يختار كل مدرب مشتركين اثنين ليصعد بهم إلى المرحلة النهائية المباشرة.
يؤدي كل مشترك في مرحلة المرحلة النهائية أغنية منفردة ثم أغنية مع زميله في الفريق ومدربه، ثم يصوت الجمهور على مشترك من كل فريق للتأهل إلى المرحلة الثانية من النهائي، حيث يؤدي كل مشترك أغنية واحدة ليقنع الجمهور للتصويت له للمرة الثانية ويحسم بطل النسخة.

## المقدمين
- ناردين فرج
- بدر آل زيدان (مراسل الكواليس)

## المدربين
| المدربين | تامر حسني | نانسي عجرم | كاظم الساهر |

## الحلقات

### مرحلة الصوت وبس

#### الحلقة الأولى:2 ديسمبر2017
| التسلسل | المتسابق      | الأغنية                                  | خيارات المدربين والمتسابقين | خيارات المدربين والمتسابقين | خيارات المدربين والمتسابقين |
| التسلسل | المتسابق      | الأغنية                                  | كاظم                        | نانسي                       | تامر                        |
| ------- | ------------- | ---------------------------------------- | --------------------------- | --------------------------- | --------------------------- |
| 1       | جيسيكا غربي   | "ماما يا ماما"، جورج وسوف                | ✔                           | ✔                           |                             |
| 2       | جراح الشاعر   | "يا أم العيون السود"، ناظم الغزالي       |                             | ✔                           |                             |
| 3       | وفاء عماد     | "الله غالب"، ذكرى                        | ✔                           | ✔                           | ✔                           |
| 4       | سامي الشريطي  | "آه يا دنيا"، بوسي                       | —                           | —                           | —                           |
| 5       | تاليا برهوش   | "La vie en Rose"، إديث بياف              | ✔                           | ✔                           | ✔                           |
| 6       | نورهان عرانسة | "هو الحب لعبة"، عزيزة جلال               | ✔                           |                             |                             |
| 7       | زياد وائل     | "طاير يا هوى"، محمد رشدي                 | —                           | —                           | —                           |
| 8       | طه محسن       | "علِّم قبلي الشوق"، جورج وسوف              |                             | ✔                           |                             |
| 9       | حمزة لبيض     | "قل للمليحة" / "مالك يا حلوة"، صباح فخري | ✔                           | ✔                           | ✔                           |

#### الحلقة الثانية:9 ديسمبر2017
| التسلسل | المتسابق       | الأغنية                                                | خيارات المدربين والمتسابقين | خيارات المدربين والمتسابقين | خيارات المدربين والمتسابقين |
| التسلسل | المتسابق       | الأغنية                                                | كاظم                        | نانسي                       | تامر                        |
| ------- | -------------- | ------------------------------------------------------ | --------------------------- | --------------------------- | --------------------------- |
| 1       | أميرة سعد      | "يا أعز من عيني"، ليلى مراد                            |                             | ✔                           | ✔                           |
| 2       | محمد البندي    | "صدق مخطوبة" / "غرق الغرقان"، راشد الماجد وحسين الجسمي | ✔                           | ✔                           | ✔                           |
| 3       | رومي رزق       | "Hurt"، كريستينا أغيليرا                               | ✔                           |                             |                             |
| 4       | أحمد وليد      | "أتحدى العالم"، صابر الرباعي                           | —                           | —                           | —                           |
| 5       | تاج قسام       | "رزق الله عالعربيات"، هدى حداد                         | ✔                           |                             |                             |
| 6       | جورج عاصي      | "هلأ تا فقتي"، وائل كفوري                              |                             | ✔                           | ✔                           |
| 7       | فراس بن الحاج  | "Andaluse"، كينجي جيراك                                | —                           | —                           | —                           |
| 8       | شيماء أبو لبدة | "غاب الغالي"، ملحم زين                                 | ✔                           |                             |                             |
| 9       | خالد المرعي    | "إسأل علي مرة"، محمد عبد المطلب                        |                             | ✔                           | ✔                           |
| 10      | عابد المرعي    | "ظلموني الناس"، أم كلثوم                               | ✔                           | ✔                           | ✔                           |

#### الحلقة الثالثة:16 ديسمبر2017
| التسلسل | المتسابق                        | الأغنية                                | خيارات المدربين والمتسابقين | خيارات المدربين والمتسابقين | خيارات المدربين والمتسابقين |
| التسلسل | المتسابق                        | الأغنية                                | كاظم                        | نانسي                       | تامر                        |
| ------- | ------------------------------- | -------------------------------------- | --------------------------- | --------------------------- | --------------------------- |
| 1       | نور وسام                        | "قولي عملّك إيه"، محمد عبد الوهاب       |                             |                             | ✔                           |
| 2       | ماريا القحطان                   | "أبعاد كنتم"، محمد عبده                | ✔                           | ✔                           | ✔                           |
| 3       | زياد محمد                       | "على بالي"، شيرين                      | —                           | —                           | —                           |
| 4       | آدم الهداجي                     | "Fallin'"، أليشيا كيز                  |                             |                             | ✔                           |
| 5       | زياد أموري                      | "يا وردة الحب الصافي"، محمد عبد الوهاب | ✔                           | ✔                           | ✔                           |
| 6       | لقاء علاء الدين زنية علاء الدين | "ألو ألو إحنا هنا"، شادية              | ✔                           |                             |                             |
| 7       | زين عمار                        | "أنا لحبيبي"، فيروز                    | ✔                           | ✔                           | ✔                           |
| 8       | جنا تومسون                      | "Sign of the Time"، هاري ستايلز        | —                           | —                           | —                           |
| 9       | سلمى صفوت                       | "مين ده اللي نسيك"، نانسي عجرم         | ✔                           | ✔                           | ✔                           |
| 10      | يمان قصّار                       | "جاءت معذبتي"، صباح فخري               | ✔                           | ✔                           | ✔                           |

#### الحلقة الرابعة:23 ديسمبر2017
| التسلسل | المتسابق     | الأغنية                                       | خيارات المدربين والمتسابقين | خيارات المدربين والمتسابقين | خيارات المدربين والمتسابقين |
| التسلسل | المتسابق     | الأغنية                                       | كاظم                        | نانسي                       | تامر                        |
| ------- | ------------ | --------------------------------------------- | --------------------------- | --------------------------- | --------------------------- |
| 1       | لجي المسرحي  | "زمان الصمت"، طلال مداح                       | ✔                           | ✔                           |                             |
| 2       | آدم نجار     | "مستنياك"، عزيزة جلال                         | ✔                           | ✔                           |                             |
| 3       | ليل الهاشم   | "Something's gotta Hold On Me"، إيتا جيمس     | ✔                           | ✔                           |                             |
| 4       | محمد خضر     | "على الله تعود"، وديع الصافي                  | —                           | —                           | —                           |
| 5       | فاطمة أحمد   | "مين يشتري الورد"، ليلى مراد                  | ✔                           |                             | ✔                           |
| 6       | جاد عز الدين | "صدقت"، آدم                                   | ✔                           | ✔                           | ✔                           |
| 7       | ليليا كوندي  | "Uncover"، زارا لارسون                        | —                           | —                           | —                           |
| 8       | سيرينا مطر   | "Le Temps Des Fleurs"، داليدا "ما بعرف"، يارا | ✔                           |                             |                             |
| 9       | أشرقت أحمد   | "أما براوة"، نجاة الصغيرة                     | ✔                           | ✔                           | ✔                           |

#### الحلقة الخامسة:30 ديسمبر2017
| التسلسل | المتسابق     | الأغنية                                           | خيارات المدربين والمتسابقين | خيارات المدربين والمتسابقين | خيارات المدربين والمتسابقين |
| التسلسل | المتسابق     | الأغنية                                           | كاظم                        | نانسي                       | تامر                        |
| ------- | ------------ | ------------------------------------------------- | --------------------------- | --------------------------- | --------------------------- |
| 1       | كُمَي عز الدين | "موال عتابا" / "قتلوني عيونها السود"، وديع الصافي | ✔                           | ✔                           | ✔                           |
| 2       | إلي عاد      | "Windmills Of Your Mind"، بيتولا كلارك            | —                           | —                           | —                           |
| 3       | نينار دلا    | "جاري يا حمودة"، عليا التونسية                    |                             |                             | ✔                           |
| 4       | محمد أسامة   | "عز الحبايب"، صابر الرباعي                        |                             |                             | ✔                           |
| 5       | أُبَي فارس     | "شيل عيونك عني"، نانسي عجرم                       |                             | ✔                           | ✔                           |
| 6       | يائيل قاسم   | "كده يا قلبي"، شيرين                              | ✔                           | ✔                           | ✔                           |
| 7       | هنا عمرو     | "The Climb"، مايلي سايرس                          | ✔                           |                             |                             |
| 8       | سيف حمدان    | "على بالي"، آدم                                   | ✔                           |                             |                             |
| 9       | مريم رياض    | "ليالينا"، وردة                                   | —                           | —                           | —                           |
| 10      | محمد الخشاب  | "خفيف الروح"، سيد درويش                           | ✔                           | ✔                           | ✔                           |

#### الحلقة السادسة:6 يناير2018
| التسلسل | المتسابق          | الأغنية                        | خيارات المدربين والمتسابقين | خيارات المدربين والمتسابقين | خيارات المدربين والمتسابقين |
| التسلسل | المتسابق          | الأغنية                        | كاظم                        | نانسي                       | تامر                        |
| ------- | ----------------- | ------------------------------ | --------------------------- | --------------------------- | --------------------------- |
| 1       | جنة الجندي        | "مضناك"، محمد عبد الوهاب       | ✔                           | ✔                           | ✔                           |
| 2       | عفراء             | "طب وأنا مالي"، وردة           | —                           | —                           | —                           |
| 3       | ليا قرُص           | "Fight Song"، ريتشل بلاتن      |                             | ✔                           | ✔                           |
| 4       | خالد الفايد       | "سهرت الليل"، جورج وسوف        | ✔                           | ✔                           | ✔                           |
| 5       | مريتي عماد        | "أنا بعشق البحر"، نجاة الصغيرة | ✔                           |                             |                             |
| 6       | جوان محمد         | "تعب المشوار"، فؤاد غازي       | —                           | —                           | —                           |
| 7       | فالنتينا الكركي   | "إمي نامت عبكير"، فيروز        |                             |                             | ✔                           |
| 8       | أمجد نبيل         | "اعترفلك"، محمد عبده           |                             | ✔                           | فريق مُكتمِل                  |
| 9       | نجم الدين العرابي | "أنا وليلى"، كاظم الساهر       | —                           | فريق مُكتمِل                  | فريق مُكتمِل                  |
| 10      | تيم الحلبي        | "يا صغيرة"، ملحم زين           | ✔                           | فريق مُكتمِل                  | فريق مُكتمِل                  |

### مرحلة المواجهة

#### الحلقة الأولى:13 يناير2018
| التسلسل | المدرب | المتسابقين  | المتسابقين                      | المتسابقين     | الأغنية                                                               |
| ------- | ------ | ----------- | ------------------------------- | -------------- | --------------------------------------------------------------------- |
| 1       | كاظم   | جنة الجندي  | نورهان عرانسة                   | شيماء أبو لبدة | "أسمر يا اسماراني" عبد الحليم حافظ                                    |
| 2       | كاظم   | تاج قسام    | لقاء علاء الدين زينة علاء الدين | ماريا القحطان  | "سونة يا سنسن" شادية                                                  |
| 3       | نانسي  | طه محسن     | آدم نجار                        | أُبَي فارس       | "ردوا حبيبي" ملحم زين                                                 |
| 4       | نانسي  | جورج عاصي   | سلمى صفوت                       | ليل الهاشم     | "Fly Me to the Moon"، فرانك سيناترا "على بابي واقف قمرين"، ملحم بركات |
| 5       | تامر   | محمد أسامة  | أشرقت أحمد                      | نينار دلا      | "ياللي تعبنا سنين في هواه" جورج وسوف                                  |
| 6       | تامر   | تاليا برهوش | آدم الهداجي                     | ليا قرُص        | "You're The One That I Want" جون ترافولتا وأوليفيا نيوتن جون          |
| 7       | تامر   | محمد الخشاب | خالد الفايد                     | جاد عز الدين   | "غريبة الناس" وائل جسار                                               |

#### الحلقة الثانية:20 يناير2018
| التسلسل | المدرب | المتسابقين      | المتسابقين  | المتسابقين   | الأغنية                          |
| ------- | ------ | --------------- | ----------- | ------------ | -------------------------------- |
| 8       | تامر   | أميرة سعد       | نور وسام    | وفاء عماد    | "حرمت أحبك" وردة                 |
| 9       | تامر   | فالنتينا الكركي | فطيمة أحمد  | محمد البندي  | "سيدي منصور" صابر الرباعي        |
| 10      | كاظم   | يمان قصّار       | زياد أموري  | تيم الحلبي   | "خطرنا على بالك" طوني حنا        |
| 11      | كاظم   | هنا عمرو        | رومي رزق    | سيرينا مطر   | "Read All About It" إيميلي ساندي |
| 12      | كاظم   | حمزة لبيض       | مريتي عماد  | سيف حمدان    | "ما تفوتنيش أنا وحدي" سيد مكاوي  |
| 13      | نانسي  | جيسيكا غربي     | يائيل قاسم  | زين عمار     | "مغرورة" وائل كفوري              |
| 14      | نانسي  | لجي المسرحي     | جراح الشاعر | أمجد نبيل    | "رهيب" عبد المجيد عبد الله       |
| 15      | نانسي  | خالد المرعي     | عابد المرعي | كُمَي عز الدين | "على العقيق اجتمعنا" صباح فخري   |

### مرحلة المواجهة الأخيرة:27 يناير2018
| التسلسل | المدرب | المتسابقين   | الأغنية                                                 |
| ------- | ------ | ------------ | ------------------------------------------------------- |
| 1       | تامر   | جاد عز الدين | "ما رجعت إنت" وائل كفوري                                |
| 2       | تامر   | نور وسام     | "الأطلال" أم كلثوم                                      |
| 3       | تامر   | آدم الهداجي  | "I'm So Blue" مايكل جاكسون                              |
| 4       | تامر   | محمد البندي  | "أصابك عشق" عبد الرحمن محمد                             |
| 5       | تامر   | أشرقت أحمد   | "أوعدك" سعاد محمد                                       |
| 1       | كاظم   | جنة الجندي   | "يا مسهرني" أم كلثوم                                    |
| 2       | كاظم   | تيم الحلبي   | "سوى هالقلب"، وديع الصافي "دخلك والهوى شمالي"، طوني حنا |
| 3       | كاظم   | رومي رزق     | "What About Us" بينك                                    |
| 4       | كاظم   | ماريا قحطان  | "مقادير" طلال مداح                                      |
| 5       | كاظم   | حمزة لبيض    | "وحشتني" سعاد محمد                                      |
| 1       | نانسي  | يائيل القاسم | "خلصت الحكاية" آدم                                      |
| 2       | نانسي  | آدم النجار   | "على رمش عيونها" وديع الصافي                            |
| 3       | نانسي  | لُجي المسرحي  | "حسيبك الله" محمد عبده                                  |
| 4       | نانسي  | عابد المرعي  | "ويلي لو يدرون" وديع الصافي                             |
| 5       | نانسي  | جورج عاصي    | "حلف القمر" جورج وسوف                                   |

### المرحلة النهائية:3 فبراير2017

#### الجولة الأولى
| التسلسل | المدرب | المتسابقين  | الأغنية                   | الأغنية المُشترَكَة مع المدرب    |
| ------- | ------ | ----------- | ------------------------- | ----------------------------- |
| 1       | تامر   | أشرقت أحمد  | "حيرت قلبي معاك" أم كلثوم | "قرب حبيبي" تامر حسني         |
| 2       | تامر   | نور وسام    | "ولا تصدق" أصالة نصري     | "قرب حبيبي" تامر حسني         |
| 1       | نانسي  | لجي المسرحي | "ظالم ولكن" فهد الكبيسي   | "عم بتعلق فيك" نانسي عجرم     |
| 2       | نانسي  | جورج عاصي   | "ليل ورعد" وائل كفوري     | "عم بتعلق فيك" نانسي عجرم     |
| 1       | كاظم   | ماريا قحطان | "العيون" راشد الماجد      | "عيوني روحي كبدي" كاظم الساهر |
| 2       | كاظم   | حمزة لبيض   | "قدك المياس" صباح فخري    | "عيوني روحي كبدي" كاظم الساهر |

#### الجولة الثانية
| التسلسل | المدرب | المتسابقين  | الأغنية                               | الأغنية الخاصة بالفائز باللقب           |
| ------- | ------ | ----------- | ------------------------------------- | --------------------------------------- |
| 1       | كاظم   | حمزة لبيض   | "حب إيه" أم كلثوم                     | "قل للمليحة" / "مالك يا حلوة" صباح فخري |
| 2       | نانسي  | لجي المسرحي | "ما رجعت إنت" وائل كفوري              |                                         |
| 3       | تامر   | أشرقت أحمد  | "الناس الرايقة" أحمد عدوية ورامي عياش |                                         |

## ملخص الموسم
| التسلسل | المدرب | المشتركين   | النتيجة       |
| ------- | ------ | ----------- | ------------- |
| 1       | كاظم   | حمزة لبيض   | الفائز        |
| 2       | تامر   | أشرقت أحمد  | المركز الثاني |
| 3       | نانسي  | لجي المسرحي | المركز الثالث |

## الجوائز
- حصل حمزة لبيض الفائز بالبرنامج على عدة جوائز:
  - منحة دراسية بقيمة 200.000 ريال سعودي مقدمة من طرف شركة أومو.
  - رحلة سياحية عائلية شاملة التكاليف إلى مدينة لندن مقدمة من طرف تطبيق السفر والفنادق.
  - رحلة سياحية إلى ديزني لاند باريس مقدمة من طرف شركة ديزني.
  - عقد تسجيل أغنية مع شركة بلاتينيوم ريكوردز للإنتاج.

- حصل المشاركين الخارجين من مرحلة المواجهة على مبلغ 5 آلاف ريال سعودي مقدمة من طرف شركة أومو.

## انتقادات

### استبعاد الأطفال السوريين
شن ممثلون سوريون هجومًا على القائمين على برنامج مواهب الأطفال “ذا فويس كيدز” بعد خروج كافة المشتركين السوريين منه. وضجت مواقع التواصل الاجتماعي بانتقادات عدة اتهمت البرنامج باستثمار طفولة السوريين في مراحله الأولى لأغراض “استثمارية”، ثم استبعادهم في المراحل النهائية رغم أن مؤهلاتهم “أفضل”.
ووصل إلى نصف نهائيات “ذا فويس كيدز” بموسمه الثاني 13 طفلًا سوريًا لفتوا الأنظار إلى مواهبهم بعد أن سجلت تجارب أدائهما مشاهدات عالية في “يوتيوب”. إلا أن أيًا منهم لم ينتقل إلى المرحلة النهائية، ما عرّض الحكام، وخاصة كاظم الساهر ونانسي عجرم لموجة انتقادات عبر مواقع التواصل الاجتماعي.

### تامر
تعرّض الفنان تامر حسني لانتقادات قاسية عبر «تويتر»، بسبب الصبي المصري خالد الفايد الذي خرج من حلقة المواجهة، الجمهور ألقى اللوم على حسني وحمّله مسؤولية تسبّبه بخروج خالد باكراً، لانه أساء اختيار الأغنية ووضعه بمواجهة مع أصوات قوية، وانه بدلا من ان يتمسّك به، فعل العكس، رغم انه في حلقة «الصوت وبس» وقع شجار بين لجنة التحكيم المؤلفة، إلى حسني، من كاظم الساهر ونانسي عجرم، من اجل أن يفوز كلٌ واحد منهم بخالد، وفعل تامر المستحيل لاقناعه بالانضمام إلى فريقه، فيما حمّل متابعون خالد المسؤولية لأنّه أساء اختيار المدرّب وانه كان عليه ان يختار كاظم الساهر وفق كثر منهم.
خالد بدوره علّق على ما حصل عبر حسابه في «تويتر»، فكتب: «اختيار الأغنية غير موفق خالص والحظ لم يحالفني وشوية ارتباك بس يلا الحمد لله قدر الله وما شاء فعل».

### نانسي
رغم نجاح الطفل يائيل القاسم في استفزاز مدامع عضو لجنة التحكيم نانسي عجرم وإجبارها على البكاء في حلقة المواجهة الأخيرة إلا أنها خذلته حين لم تختره بالتواجد ضمن العرض النهائي، ولم يشفع له الأداء المميز لأغنية «خلصت الحكاية» للمطرب آدم في الفوز والصعود إلى العرض المباشر، بعدما اختارت كلا من جورج عاصي ولجي المسرحي، فيما اختار كاظم الساهر ماريا قحطان وحمزة لبيض، واختار تامر حسني أشرقت أحمد ونور وسام، وسط انتقادات طالت الثلاثي جراء التفريط بالعديد من الأسماء المميزة والزج بهم في فرق مشتركة جعلتهم في مرمى سهام النقاد.

### كاظم
وضع النجم كاظم الساهر نفسه في مواجهة مع حشد كبير من الجمهور العربي بعد إقصاء كاظم للمتسابق السوري يمان قصار بعد جولة المواجهة التي جمعته بالطفلين السوريين زياد أمونة وتيم الحلبي حيث قدم الثلاثة أغنية «خطرنا على بالك» للفنان طوني حنا كما قدم الأطفال الثلاثة موالاً قبل الأغنية. وأكدت تغريدات المتابعين عبر مواقع التواصل الاجتماعي أن يمان كان الأفضل على الإطلاق ويأتي بعده زياد الذي يتمتع بصوت جميل جداً أيضاً بينما كان الأضعف الطفل تيم الحلبي بحسب التعليقات لتتابع سهام النقد لكاظم الساهر على هذا القرار.
ثم تلقى بعدا انتقادات لتكراره نفس الخطأ -حسب منتقديه- خلال مرحلة المواجهة الأخيرة حيث استبعد المصرية جنة الجندي التي اعتبرها منتقدوه «الأفضل» رفقة حمزة، وكان كاظم قد اختار المشاركة اليمنية ماريا قحطان على حسابها مما جعله يتلقى وابلا من الانتقادات.

## أمور طريفة
- عرف الموسم أصغر مشارِكة في تاريخ البرنامج وهي السورية تاج قسام بعمر 7 سنوات.
- عرف الموسم لأول مرة مشاركة ثنائي وهما التوأم المصري لقاء وزينة علاء الدين.
- عرف الموسم مشاركة توأم سوري وهما خالد وعابد المرعي

## روابط خارجية
- الصفحة الرسمية للبرنامج على موقع mbc.net